# 1462
1462 (MCDLXII) je bilo navadno leto, ki se je po julijanskem koledarju začelo na petek.

## Dogodki
- 1. januar
- Portugalci začnejo naseljevati Zelenortske otoke
- Judje so izgnani iz Mainza v Nemčiji

## Rojstva
- 2. januar - Piero di Cosimo, italijanski renesančni slikar(† 1521)
- 27. junij - Ludvik XII., francoski kralj († 1515)
- 16. september - Pietro Pomponazzi, italijanski filozof († 1525)
- Mihnea I., vlaški knez († 1510)